# Сабирни центар (музичка група)
Сабирни центар је рок група из Београда, основана 2011. године. 
Бенд је познат по свом јединственом приступу класичном рок звуку, са фокусом на оригиналне композиције које одражавају дубоку страст чланова према овом музичком жанру. 

## Биографија
Сабирни центар чине Милош Цветковић (вокал), Ненад Јовановић (гитара, вокал), Лука Михајловић (бас гитара, вокал), Лазар Качаревић (соло гитара) и Михаило Арнаут (бубњеви).
Након активног концертног периода до 2016. године, бенд је обновио своју активност 2023. године, снимајући и промовишући нови материјал, који је мастерован у  студију у Лондону. 